# Мазурово (Николаевская область)
Мазурово (укр. Мазурове) — село в Кривоозерском районе Николаевской области Украины.
Основано в 1780 году. Население по переписи 2001 года составляло 583 человек. Почтовый индекс — 55110. Телефонный код — 5133. Занимает площадь 2,521 км².
Село с 1806 года был родиной подольской ветви известного заслуженого для Речи Посполитой польского шляхетского происходящего с села Чернец в Малопольском воеводстве  -рода Чернецких  герба Кораб(Czernieccy herbu Korab), которые определенное время проживая в городе Ярмолинцы поселились на этой земле находясь на службе в магнатской семье Любомирских которые имели свой двор в Балтe.Около половины жителей села в XX веке составляли потомки загродовой польской шляхты о чем свидетельствуют архивные записи книги паломников костела Святого Людовика из пгт Кривое -Озера.

## Местный совет
55110, Николаевская обл., Кривоозерский р-н, с. Мазурово, ул. Щербатого, 92